# Paul Haviland
Pour les articles homonymes, voir Haviland (homonymie).
Paul Burty-Haviland, né le 17 juin 1880 dans le 8e arrondissement de Paris, commune et arrondissement où il est mort le 21 décembre 1950, est un photographe, écrivain et critique d’art.

## Biographie
Paul Haviland est né à Paris de l'union de Charles Edward Haviland et de Madeleine Burty. Son père possédait Haviland & Co., célèbre fabricant de porcelaine à Limoges, et sa mère était la fille du critique d'art Philippe Burty. Dans une famille richissime pour l'époque, il a grandi entouré d'art, de musique et de théâtre.
Auguste Renoir, par coïncidence natif de Limoges et qui à 13 ans (en 1854) fut apprenti-peintre décorateur à l'atelier de porcelaine Lévy frères à Paris, fait son portrait enfant en 1884 (aujourd'hui au Nelson-Atkins Museum of Art).
Haviland obtient un diplôme de premier cycle de l'université de Paris (1899-1902) puis va à l'université Harvard. Après l'obtention de son diplôme, il travaille de 1901 à 1917 à New York en tant que représentant de l'entreprise de porcelaine de son père. Il le fait pour faire plaisir à son père mais, en réalité, passe le moins de temps possible dans son bureau.
Au début de 1908, lui et son frère, le peintre et photographe Franck Burty Haviland, vont voir l'exposition des dessins de Rodin, à la Petite Galerie de la Photo-Secession, où il rencontre Alfred Stieglitz. Ils achètent des œuvres de l'exposition et, bientôt, lui et Stieglitz s'engagent dans de longues discussions sur l'art et la culture. Haviland considère la galerie comme « une oasis de culture », et y passe bientôt la plupart de son temps.

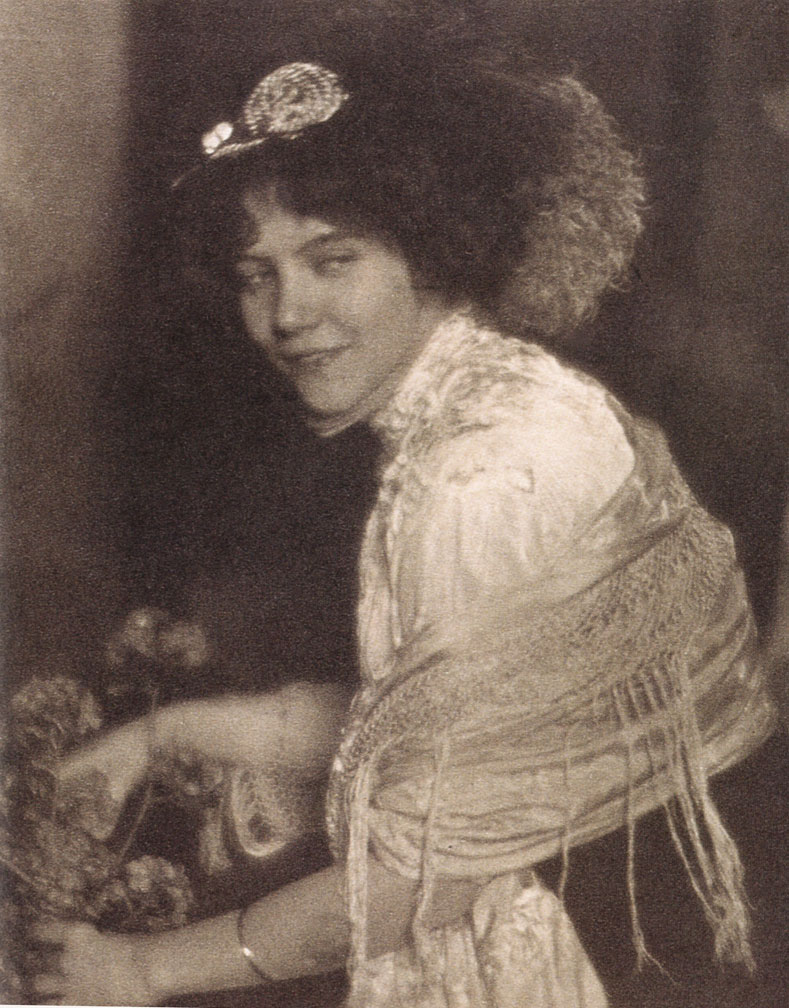
Miss G.G. par Paul Haviland.

Quelques mois plus tard, Stieglitz lui annonce que la galerie a fermé en raison d'une augmentation substantielle du loyer. Sans le lui dire, Haviland va alors aller voir la propriétaire et signe un bail de trois ans pour un espace encore plus grand de l'autre côté du hall ; Stieglitz apprécie tellement la générosité de Haviland que, pendant dix ans, les deux amis et collègues ne se sont presque jamais séparés.
À partir de 1909, Haviland commence à écrire des chroniques régulières pour le journal de Stieglitz Camera Work et, plus tard cette année-là, une de ses photographies est publiée dans le magazine. Un an plus tard, il est nommé rédacteur en chef adjoint. Il est également secrétaire de la galerie et aide à organiser de nombreuses expositions d'artistes français.

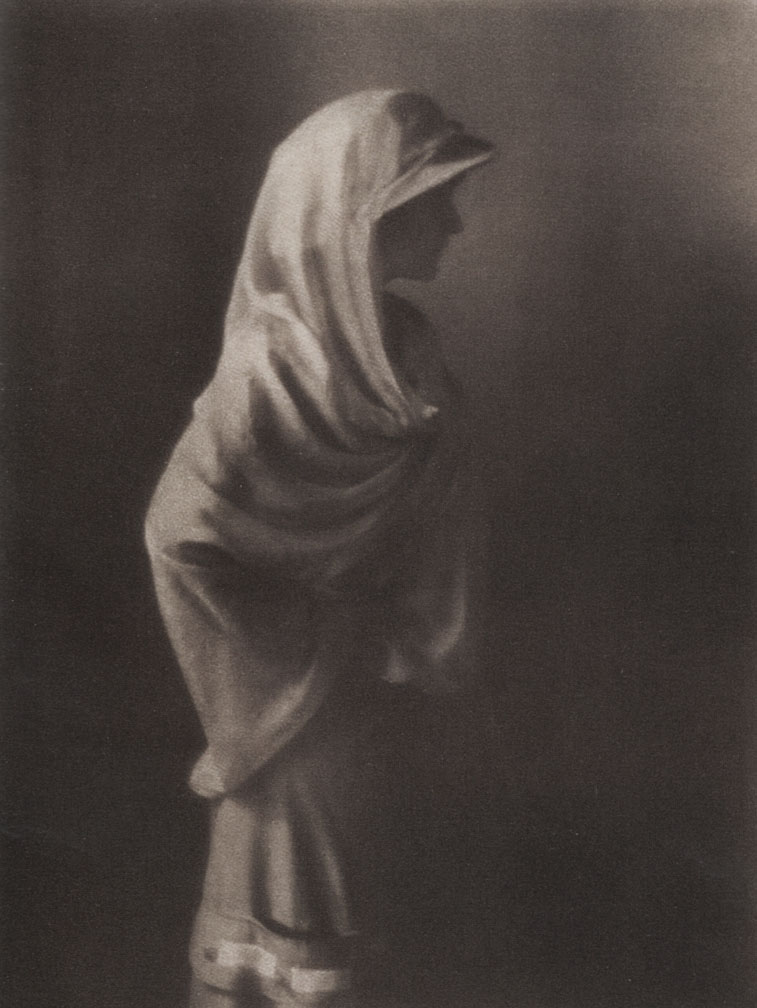
Miss Doris Keane par Paul Haviland.

En 1912, Haviland remporte le premier prix annuel John Wanamaker lors d'une exposition de photographies de Philadelphie (jugée par Stieglitz). Quelques mois plus tard, six autres de ses photographies sont publiées dans Camera Work (no 39, 1912).
En 1913, Haviland co-écrit avec Marius de Zayas l'un des premiers essais sur l'étendue de l'art moderne, Une étude de l'évolution moderne de l'expression plastique (New York, 1913).
En 1914, son frère Frank expose à la galerie de Stieglitz, qui est alors connue sous le nom de « 291 ». Plus tard cette année, deux autres photos de Haviland sont publiées dans Camera Work (no 46).
En 1915, Haviland fait équipe avec deux autres personnes qui sont devenues des habitués du « 291 », Agnes Ernest Meyer et de Zayas. Avec Stieglitz, ils sont frustrés de la façon dont sont traités les artistes de l'époque et estiment se retrouver dans l'ornière. Ils proposent une nouvelle publication pour aider à redynamiser Stieglitz et la galerie. Haviland devient rapidement l'une des forces motrices et l'un des rédacteurs en chef d'un nouveau magazine, plus radical, appelé 291. Pendant l'année suivante, Haviland met beaucoup de son énergie dans l'édition et la publication de la revue. Il met notamment en valeur la machine dans son article « Nous vivons dans l'âge de la machine ». Il parle d'elle comme d'une « fille née sans mère » créée par l'humain et donc aimée par lui. Elle n'est toutefois pas dotée de la pensée ; la créativité de l'artiste reste donc intouchable. 
En 1916, son père le rappelle en France pour travailler à l'entreprise familiale de Limoges. Sachant la mauvaise santé de son père, il y reste et ,l'année suivante, il épouse Suzanne Lalique, la fille du célèbre maître verrier et bijoutier français René Lalique.
Depuis la France, Haviland correspond fréquemment avec Stieglitz mais, à cause de son implication croissante dans les affaires de la famille, il n'est jamais retourné à New York.
Son père meurt en 1922 et, pendant plusieurs années, Haviland est complètement absorbé par des problèmes juridiques concernant la propriété de l'entreprise. La succession est finalement réglée en 1925, et il utilise sa part pour l'achat d'un prieuré du XVIIe siècle : le château de La Motte à Yzeures-sur-Creuse. Il transforme le terrain en vignoble et y passe le quasi restant de sa vie, en tant que fermier.
Haviland meurt à Paris et est inhumé dans le cimetière d'Yzeures-sur-Creuse, en 1950.

### Distinction
Le 3 juin 2007, il obtient la médaille des Juste parmi les nations à titre posthume pour avoir caché son ami juif, Georges-Gabriel Picard lors de la Seconde Guerre mondiale, dans sa propriété du prieuré de la Mothe.

## Commentaire
« Figure méconnue de la photographie américaine du début du siècle, Paul Burty Haviland a joué un rôle important au sein du mouvement pictorialiste et du groupe Photo-Secession, sous la conduite du photographe Alfred Stieglitz dont il fut l’un des plus fidèles alliés. Il fut un ardent défenseur de l’art moderne et de la photographie, mécène de la célèbre galerie 291, rédacteur en chef de la luxueuse revue Camera Work, collectionneur d’œuvres d’avant-garde, d’art africain et précolombien. »

## Expositions
- 16 octobre 1996 - 5 janvier 1997 : Paul B. Haviland (1880-1950), photographe, Musée d'Orsay, Paris[8],[9].
- 15 mars - 15 avril 2013 : un ensemble de photographies provenant de sa famille est présenté par la galerie Laurentin dans le cadre de l'European Fine Art Fair (TEFAF) de Maastricht, dont Florence Peterson chez Clarence H.White (tirage au platine, 1909), et Dorothy Warrington (cyanotype)[10].

### Source
- Traduction de l'article wikipédia en anglais